# Тропізм
Тропізми (від грец. τροπος — «поворот», «напрямок») — реакція орієнтування організму або клітини, тобто напряму росту або руху клітин щодо подразника (хімічного, світлового або іншого). В основі тропізму лежить одна з властивостей цитоплазми клітини — її подразнюваність, реакція відповіді на різні чинники зовнішнього середовища.
Термін «тропізм» переважно застосовують при описі автоматизмів поведінки рослин та деяких типів відповіді мікроорганізмів (зокрема адгезії). Для характеристики простих автоматизмів у складній поведінці тварин та механічного руху мікроорганізмів зазвичай вживається таке поняття як таксис. Раніше термін «тропізм» нерідко використовувався і в зоології в тому ж сенсі, що і термін «таксис».

## Тропізм рослин
Реакції відповіді рослин на різні дії подразників зовнішнього середовища (світло, земне тяжіння, хімічні речовини та інші) полягають в направлених ростових і скоротливих рухах (вигинах) органів рослини, що приводять до зміни її орієнтації в просторі. Ростові рухи залежать від виду подразника, механізм дії якого на рослини може бути складним. Ці рухи можуть виникати в частинах рослин, що ростуть, як наслідок швидшого росту клітин, розташованих з одного боку органу рослини (стебла, кореня, листка). У органах рослини виникають розтягування, пов'язані з асиметричним розподілом в них фітогормонів або факторів росту рослин — ауксину, абсцизової кислоти та інших.
Тропізми розрізняють залежно від виду подразника. Якщо рослина під впливом подразника згинається до джерела подразника, то це позитивний тропізм, а якщо вона згинається в протилежний бік від подразника, це негативний тропізм. Органи, розташовані уподовж градієнту подразника, називаються ортотропними, під прямим кутом — діатропними, під будь-яким іншим кутом — плагіотропними.
- Геотропізм або гравітропізм — тропізм, пов'язаний з впливом на рослини сили тяжіння Землі. При позитивному геотропізмі ріст головного кореня спрямований донизу, що пов'язане не тільки з діяльністю гормонів, але і з особливими крохмальними зернами в корневому чохлику, що виконує роль статоліту. Негативний геотропізм зазвичай характерний для головного стебла.
- Фототропізм або геліотропізм — тропізм, що викликає вигин рослини, спрямований до джерела світла. Цей вигин має хімічну природу. Під впливом фітогормону ауксину на тіньовому боці поділ і ріст кліток інтенсивніший порівняно з освітленим боком, де ауксину менше і ріст клітин сповільнений. У зв'язку з цим рослина згинається у бік тих клітин, що ростуть повільніше, тобто до світла. У стебел спостерігається позитивний фототропізм, у коріння — негативний, у листя — поперечний. Прикладом поперечного геліотропізму, який властивий, наприклад, листю рослин, що живуть у посушливих зонах, є зокрема тропізм листя евкаліптових дерев. У сонячний день це листя повертається ребром і пропускає сонячні промені так, що майже не утворюється тінь. Такі дерева демонструють так званий «зворотний ефект жалюзі». Завдяки позитивному фототропізму рослини утворюють листову мозаїку, тобто листя в просторі розташовується так, щоб максимально використовувати світло.
- Хемотропізм — тропізм, що викликає рух рослин під впливом хімічних сполук. Найяскравіший приклад хемотропізму — ріст коріння у бік великих концентрацій поживних речовин у ґрунті.
- Термотропізм — тропізм, що викликає рух у напрямку джерела тепла або від нього.
- Гідротропізм — тропізм, що викликає рух у напрямку джерела води або від нього.
- Тригмотропізм — тропізм, що викликає рух у напрямку фізичного подразника (торкання) або від нього.
- Автотропізм — мимовільне випрямлення рослини після припинення дії згинального фактора.

## Тропізм мікроорганізмів
Тропізм у паразитичних мікроорганізмів виражається у властивості обирати як місце існування певні організми (видовий тропізм) або органи (органний або тканинний тропізм).
Видовий тропізм обумовлює коло резервуарів і джерел збудників інфекційних і паразитичних хвороб. Зазвичай поділяється на екотропізм, тобто широке коло можливих хазяїв, та амфотропізм, тобто дуже вузьке коло хазяїв, часто лише один вид.
Органний тропізм обумовлює місце локалізації збудника і специфічного патологічного процесу в організмі хазяїна. Зокрема нейротропізм означає спорідненість виключно до клітин нервової системи.
Знання про тропізми використовують при виділенні матеріалу для мікробіологічного дослідження. Органний тропізм високо виражений у вірусів, менше у бактерій-облігатних внутріклітинних паразитів, ще менше — у умовно-патогенних бактерій і грибків.